# Waiting for the Worms
Waiting for the Worms è una canzone della rock band inglese Pink Floyd ed è stata scritta interamente dal bassista e cantante Roger Waters.
Il brano è stato pubblicato nell'album The Wall del 1979.

## Composizione
La canzone dura 3 minuti e 58 secondi.
Viene aperta dal rumore di una folla urlante, seguito dalla voce di Roger Waters che urla in tedesco Eins, zwei, drei, alle (in Italiano: Uno, due, tre, tutti). Dopodiché entra un coro simile a quello di In the Flesh, con la differenza che la folla invece di gridare le parole "Pink Floyd!" grida "Hammer!", ricollegandosi al famoso spezzone video dei martelli marcianti.
In seguito giungono le voci di Gilmour e Waters che si alternano: Gilmour canta il ritornello, mentre Waters, con il megafono, canta i versi.
Durante tutta la canzone la batteria è lo strumento che si sente maggiormente.
Alla fine della canzone, accompagnato dalla chitarra elettrica di Gilmour, Waters, sempre con il megafono, dice alcune parole (alcune sono del tutto incomprensibili) che indicano il luogo dove i "Vermi" ("Worms") si incontreranno e stabilisce cosa verrà fatto. Sotto le parole di Waters, si sente il ritornello di Another Brick in The Wall part 2 di sottofondo. Il brano termina con lo stesso rumore di folla che lo ha aperto.

## Trama
Come le altre canzoni nell'album The Wall, Waiting for the Worms narra una parte della storia di Pink, il protagonista.
In preda alla stessa allucinazione iniziata in In the Flesh, Pink, dietro il suo "muro", seduto in un bunker, aspetta i "Vermi", nella più assoluta solitudine e si immagina mentre incita i suoi seguaci all'odio verso omosessuali, neri, comunisti, ebrei e tutti coloro che giudica "indegni".
Parlando con il megafono ad una folla Pink fa riferimenti espliciti al pensiero nazista: indossare la camicia nera, aprire le docce, accendere i forni, tutte cose con l'intento di "sterminare i più deboli". Non a caso ad inizio canzone Waters (che impersona Pink) grida: "Eins, zwei, drei, alle", ovvero "Uno, due, tre, tutti" in tedesco.

## Film
Nel film The Wall vediamo Pink (impersonato da Bob Geldof) che conduce una marcia per le vie di Londra. Un riferimento alle marce dei fascisti inglesi, che spesso si concludevano ad Hyde Park. Verso la fine della canzone, si vedono dei martelli che camminano per una strada, avanzando sotto le parole di un megafono simile ad un martello. I martelli sono il simbolo della violenza: a fine canzone, in un crescere di frastuono, vi è infatti ripetuto più volte il grido "Hammer", ovvero "Martella". Essi sono il braccio dei vermi, ovvero tutte quelle persone al comando che riescono a far presa sulla gente con ideologie totalitarie e sbagliate.
La versione della canzone nel film è notevolmente ridotta rispetto alla versione album.

## Formazione
- David Gilmour - Chitarra, basso, voce[1]
- Nick Mason - Batteria[1]
- Roger Waters - Voce[1]
- Richard Wright - Tastiere[1]
- Bob Ezrin - Tastiere[1]
- Joe Chemay - Coro[1]
- Stan Farber - Coro[1]
- Jim Haas - Coro[1]
- Bruce Johnston - Coro[1]
- John Joyce - Coro[1]
- Toni Tennille - Coro[1]